# Shane Kippel
Shane Kippel est un acteur et musicien canadien est né le 4 juin 1986 à Toronto, Canada. Il est principalement connu pour son rôle de Spinner dans la série télévisée Degrassi : La Nouvelle Génération.
Il est aussi à l'affiche du film Dog Pound du réalisateur français Kim Chapiron sorti dans les salles en juin 2010. Il tient aussi un rôle dans la série Derek diffusée sur France 2.
Il a aujourd'hui mis fin à sa carrière d'acteur et est le batteur du groupe Dear Love.

## Filmographie
- 2001-2014 : Degrassi : La Nouvelle Génération : Gavin 'Spinner' Mason (181 épisodes)
- 2003 : Todd and the Book of Pure Evil (court métrage) : Chad the Jock
- 2005 : Jay and Silent Bob Do Degrassi (vidéo) : Gavin 'Spinner' Mason
- 2006-2009 : Derek : Ralph (16 épisodes)
- 2008 : Degrassi Spring Break Movie (téléfilm) : Gavin 'Spinner' Mason
- 2009 : Degrassi Goes Hollywood (téléfilm) : Gavin 'Spinner' Mason
- 2010 : The Rest of my Life (téléfilm) : Gavin 'Spinner' Mason
- 2010 : Dog Pound : Davis
- 2010 : Verona (court métrage) : George
- 2010 : Pure Pwnage : Ryan (saison 1, épisode 8)
- 2011 : Médecins de combat : Chuck Braddock (saison 1, épisode 1)
- 2016 : Degrassi : Next Class (saison 2, épisode 5)